# ダンジョンマスター
ダンジョンマスター（英語名［原題］：Dungeon Master）は、アメリカ合衆国のSoftware Heavenのゲーム開発部門FTL Gamesが1987年に開発したコンピュータRPGと、それを原作としてメディアミックスで製作された作品群の総称である。諸言語共通の略称としては DM があり、日本語独自にはダンマスとの愛称的略称がある。
なお、アスキーがMSX用に発売したゲームに、本項にて解説するゲームと同一タイトルの「ダンジョンマスター」があるが、別の作品である。
移植版や続編に関しても本項で述べる。

## 概要

### 特徴
画面構成はコマンド入力型3DダンジョンRPGと同様だが、最大の特徴はダンジョン内で移動・戦闘・休息といった個別の行動をとるたびに時間の経過が発生することである。このためダンジョンの探索や敵モンスターとの遭遇などが、すべてプレイヤーの行動に応じてリアルタイムで進行する。コマンドの入力中も時は流れており、敵モンスターが移動や攻撃といった行動を待つことはなく、休息中、敵モンスターが出現し得る条件下では襲撃を受ける可能性がある。加えて、HPやMP以外にも空腹度や喉の渇きといったサバイバル要素も存在する。
こうした従来型の3DダンジョンRPGとは異なる、ダンジョン探索シミュレータとしてのプレイ感覚が欧米市場で人気を博した。

### 沿革
海外での人気を受けて、日本においてはビクター音楽産業（現・ビクターエンタテインメント）によって日本語版がパソコン各機種やスーパーファミコン、メガCD等の家庭用ゲーム機に移植された。PCエンジンでは外伝の『セロンズクエスト (Theron's Quest)』が、セガサターンでは本編の前の話を描いた『ダンジョンマスター ネクサス』が発売された。また、栗橋伸祐による漫画版がパソコンゲーム雑誌『コンプティーク』（角川書店）で連載され、メディアワークスから単行本が刊行された。加えて、小説版が幸田佳子によって電撃文庫から刊行された。
本編のほか、その拡張キットにあたる『カオスの逆襲 (Chaos Strikes Back)』（略称：CSB）、および、前述の2作品が発売された。また、続編として『ダンジョンマスターII』（略称：DMII）が3部作として企画され、その第1作『スカルキープ (The Legend of Skullkeep)』も発売された。しかし、FTL Games社が1996年に倒産したことによって以後の作品は制作されず、『ダンジョンマスターII』は未完に終わっている。
2000年代に Java 版と Windows のDirectX版のクローン作品が開発され、いずれもフリーソフトとして公開されており、プレイすることが可能になっている。

## シリーズ全般のシステム

### 操作
操作は基本的にマウスで行う。画面上部にキャラクターのファーストネーム・左手・右手・ヘルス・スタミナ・マナが4人分表示。画面右端には上から、1人分の呪文シンボル選択欄・4人分のアクションハンド欄（利き手欄）、右下には移動のための矢印がある。画面下部は黒一色で、レベルアップのシステムメッセージが表示されるが、操作には関係しない。画面中央にはゲームの風景が表示されている。
マウスカーソルが手の形をしていて、これはリーダーの手を表す。リーダーの名前は白とは違う色で表示され、名前をクリックすることでリーダー変更が可能。リーダーの手のカーソルは両手が物で塞がっていても制限なしに使用可能。アイテムをクリックするとリーダーの手にアイテムを持ったことになり、カーソルはアイテムのアイコンへと変わる。カーソルに持ったアイテムは、置いたり、投げたり、荷物内に納めたり、装備したりできる。
移動は、左旋回・前進・右旋回・左移動・後退・右移動の6つの矢印をクリックすると移動できるが、PC版ではテンキーの1～6でも移動可能で、もっぱらこちらが用いられる。スーパーファミコン版ではコントローラーで操作するため、カーソル操作と移動操作を切り替える方式になっている。ボタンを押した場合と離した場合で替わるが、押した場合と離した場合をセレクトボタンで反対にすることも可能。

### キャラクター選択
プレイヤーは任意で最大4人までのキャラクターを選んでパーティーを組み、ダンジョンに挑む。
ゲームは、最初にキャラクターが収められた部屋から始まる。ここでは壁画のように展示（スカルキープでは機械内でコールドスリープ）されたキャラクターの中から最大4人までを選ぶ。DMやCSBでも誰もいない状態で始まり、すなわち、プレイヤーはこれら4人とは別の、姿を現さない存在である。スカルキープやセロンズクエストでは主人公として1人目が定められている。DMとCSBではキャラクターの選択方法に「復活」と「転生」の2種類があり、転生の場合は名前が変更可能なほか、能力値そのままにレベル0になるため、序盤で相当な苦戦を強いられはするものの、地道に経験値を積み重ねることで最大数値の大きい強力なキャラクターを育て上げることができる。
多くのプレイヤーは初回は4人フルに選んでダンジョンに臨むが、二回目三回目には2人や1人だけで挑戦することも行われた。多少難易度は上がるが、ヘルス値の大きいキャラクターを選ぶならメリットの方が大きい。すなわち移動の項にあるように敵の投擲魔法をかわしやすいほかに、水や食料の消費が少なく補充のために行動を制限されにくいこと、選りすぐった良い武具だけを使えることなどである。デメリットとしてはスタミナと使える持ち物スロットの関係で持ち運べるアイテムの量が少ないことなど。

### 移動
キャラクター（最低1人、最大4人）を選んでパーティーを組むと、いよいよダンジョン内の探索に入り、ゲームスタートとなる。4人でパーティーを組む場合に、前列2人・後列2人のマス形となるわけであるが、ダンジョン探索の際にこれ以上前進できないところまで来た場合に、他のゲームでは前進コマンドが無視されるのに比べ、壁に当たった結果前列の2人が怪我をするといったフィーチャーが組み込まれている。
これは戦闘の場合も同様で、前方からの攻撃（一人称視点で表示されるため、視認しやすい）の場合は前列が、後方からの攻撃（これは視認できない）の場合は後列がダメージを負うと言う、パーティー内のキャラクター配置とモンスターの位置による被ダメージの有無が発生する。このことから、プレイヤーは常に四方に気を配る必要があり、モンスターとの戦闘の際には弱い者をかばうといった戦術が求められた。
ダンジョンの1マスは4キャラクター分のスペースがあり、操作キャラと同様に敵も最大4体まで同じマスに入れる。大きな敵などの場合は1マス全てを占める場合もある。近接攻撃は前衛のみであるが、後列のメンバーを横や後ろに向かせて横や後ろの敵に近接攻撃することも可能。魔法や飛び道具は後列からでも使用できるが、1マス内の同じラインを直進するので、敵の位置に合わせて隊列の左右を入れ替える必要性もある。特に魔法は当たれば爆発して同じマスの全ての敵にダメージを与えるという特徴があり、操作キャラクターが1人ないし2人の少人数プレイの場合は、隊列を右寄りか左寄りにして、魔法を受けないようにすることもできた。

### スキルレベルと能力
ダンジョンマスターが持つ数多くの先進性の中でも特筆すべきは、RPGの構成要素であるキャラクターのパラメーターについて、プレイヤーが各自修練することができることにある。例えば、敏捷性 (dexterity) を高めるために棍棒などの重いものを投げるといった動作を繰り返すことにより、能力の向上を図ることができる。この場合、投げた棍棒を取りに行く手間を省くため、壁に向かって棍棒を投げては拾い、拾っては投げ、を繰り返すことによって訓練することができる訳である。
レベルは4つに分かれており、武器攻撃や敵からダメージを受けると戦士レベル (Fighter)・素手攻撃や短剣などの格闘武器や射撃武器を使用したり物を投げると忍者レベル (Ninja)・フラスコにポーションを入れる呪文などを使うと僧侶レベル (Priest)・攻撃系の呪文などを使うと魔術師レベル (Wizard)のそれぞれに経験値が入り、一定値になるとレベルが上がる。経験値は敵との戦闘から一定時間以内のほうが多く入るようになっている。この他に、現在位置の階層によっても取得経験値が変わったり、ゲーム中に敵と一度でも戦闘を行った後は取得経験値が1/4（小数点以下切り捨て）になるなどといった要素もある。なお、次のレベルへの必要経験値は、それぞれ直前のレベルへの必要経験値の倍になっている。
レベルが上がるとヘルスやスタミナが上昇するほかに、それぞれに関連した行動が成功しやすくなり、また、戦士の場合はロード値（LOAD；所持できる重量）や強さ、忍者なら敏捷性などと関連した能力値も上昇する。
レベルは0を含めて16段階になっており、アイテムを持っていない状態でステータス画面の目を押すと確認できる。レベル表記は、例えば「ADEPT NINJA」のようになる。低いほうから、全く修得していないレベル0の状態のスキルは表示なし・NEOPHYTE・NOVICE・APPRENTICE・JOURNEYMAN・CRAFTSMAN・ARTISAN・ADEPT・EXPERT・LO MASTER・UM MASTER・ON MASTER・EE MASTER・PAL MASTER・MON MASTER・ARCH MASTER。（9段階目から14段階目は呪文のパワーシンボルのマークが使用されるが、ここでは英語表記とした）。
1作目と『カオスの逆襲』と『スカルキープ』では、プレイヤーに確認できない内部要素として、4種類のスキルがさらに4つに細分化されている。例えば戦士レベルでは、振り回し叩き切る技術 (Swing)・突き刺す技術 (Thrust)・打ちかかり斬る技術 (Club)・回避や防御の技術 (Parry)の4種類の隠れたレベルがあり、関連した行動でそれぞれに経験値が入り、レベルが上昇していく。戦士レベルはこれら4つの合計経験値＋α（隠れたレベルに経験値が入らずに戦士レベルに経験値が入る行動もある）になっている。他のレベルも同様で、忍者レベルは、移動関連の技術 (Steal)・格闘技術 (Fight)・投擲技術 (Throw)・射撃技術 (Shoot)。僧侶レベルは、運などの技術 (Identify)・ポーションなどの技術 (Heal)・威圧や手懐けなどの技術 (Influence)・防護シールド呪文などの技術 (Defend)。魔術師レベルは、火に関する呪文の技術 (Fire)・電気や光に関する呪文の技術 (Air)・非実体などに関する呪文の技術 (Earth)・毒に関する呪文の技術 (Water)。基本の4つと併せて全部で20種類のスキルレベルが存在している。基本スキルと隠れスキルと能力値と武器・呪文の要素が、複合的に絡んで行動に影響を与える。
能力値は、ダメージを受けると減少して0になると死ぬヘルス・行動や移動や空腹で減少して0になるとヘルスが減るスタミナ・呪文の使用に必要なマナの3つが画面上部に表示される。ステータス画面でスキルレベルと共に確認可能な能力は、強さ（ストレングス）・機敏さ（デクスタリティ）・生命力（バイタリティ）・知恵（ウィズダム）・耐魔法力・耐火能力の6つ。確認不可能な能力として幸運（ラック）も設定されている。

### 呪文
呪文は2～4つのシンボルマークを順番に組み合わせる方式で、4タイプに6種類ずつの24種類のシンボルがある。組み合わせは、パワーシンボルのみでの実行や、パワーシンボルの強さの違いを抜いて考えると、258種類の組み合わせがあるが実際に呪文が発動するのは三十数種類である（カオスの逆襲やスカルキープでは、それぞれに有効な呪文の組み合わせが増えている）。パワーシンボルの強さのほかに、使うシンボルの数も多いほど高等な呪文になり、マナの消費量も大きく失敗もしやすい。
- 1つ目のパワー・シンボルは呪文の威力を決定するシンボルで、強いシンボルは威力が高いが消費するマナが多く、キャラクターの呪文に関するレベルが低いと失敗しやすい。シンボルは、縮小を表す「ロー」・安定や鎮静を表す「ウム」・同等を表す「オン」・敏速な力を表す「イー」・表す意味は不明ながら2番目に強い「パル」・山を作る力を表す「モン」の6種類。
- 2つ目のエレメンタル・シンボルは、大地を表す「ヤー」・水を表す「ヴィー」・空気を表す「オー」・火を表す「フル」・虚無を表す「デス」・反物質を表す「ゾー」の6種類で、単純な呪文はパワーシンボルとエレメンタルシンボルの組み合わせになっている。
- 3つ目はフォーム・シンボルで作用を表す。毒を表す「ヴェン」・補助を表す「ブロー」・衝撃を表す「キャス」・飛行を表す「イル」・友愛を表す「ユー」・殺傷を表す「ゴー」の6種類。
- 4つ目はクラス/アライメント・シンボルで、戦士技能を表す「クー」・盗賊的技能を表す「ロス」・魔術師技能を表す「ディン」・僧侶技能を表す「ネタ」・光や太陽を表す「ラー」・闇や悪魔を表す「サー」の6種類。
（例1：「ロー・フル」の2つのシンボルで、弱い明かりを灯す呪文）
（例2：「モン・フル・イル」の3つのシンボルで、最大級の威力を持ったファイアーボールの呪文）

## ダンジョンマスター (DM)

### あらすじ (DM)
アナイアス山の麓のダンジョンに住む偉大な大魔道士グレイロードは、太古に人類などの生命を創造したという「力の玉」（パワー・ジェム）に秘められた力を、「炎の杖」（ファイアースタッフ）と融合させて蘇らせようと試みるが、力の玉を解放するための呪文を間違えてしまう。
「力の玉」の暴走は、世界全体に深刻な影響と混乱を与えただけでなく、グレイ・ロード本人も、絶対的秩序以外を認めない「ロード・リブラスルス」と絶対的悪である「ロード・カオス」とに分裂してしまい、余波で弟子のセロンも実体を失う。
このままでは、いずれロード・カオスが杖と玉と呪文を見つけ出し、力の玉を蘇らせてその力を行使することになる。
ダンジョンに入れないロード・リブラスルスは世界各地に呼びかけ、勇者を募り、多くの勇者達がダンジョンに挑むも全てが失敗に終わる。そしてロード・カオスは死んだ勇者の中から24人を選んで鏡に閉じ込め、見せしめとして1階を勇者の館として鏡を飾った。
ロード・リブラスルスは、セロンの力で可能な4人までの勇者を蘇らせて、勇者を導いて炎の杖を手に入れるように命じる。セロンは変貌した師の言いつけに従ってダンジョンの中へと入る。
しかし、リブラスルスは勇者を利用しているだけであり、もし勇者が炎の杖を入手してダンジョン入り口まで持ち込んだ場合、ロード・リブラスルスによって移動を封じられて、焼き殺されてしまう。
そのため、勇者はロード・リブラスルスを信用することなく、炎の杖を入手した後も、自力で力の玉と正しい呪文の力(ゾーキャスラー 力)を探し出して杖と合体させる。
次いで、勇者は蘇らせた力の玉の力でロード・カオスを捕らえたうえで、ロード・リブラスルスと融合させ、元の大魔道士グレイロードに戻し、世界に及んだ被害を収めた。

### ダンジョンマスターのキャラクター
操作キャラクターは英語ではChampion、日本語版では勇者と表記されている。SFC版では、二つ名が用いられていなかった。
勇者
アレックス＝アンデル（Alex Ander)
器用な男。戦士系かつ忍者系。
アジジ＝ジョハリ（Azizi Johari)
マナもある女戦士。戦士系。
ボリス "バルダーの魔術師"（Boris Wizard Of Baldor)
魔法使い少年。魔術師系。
チャニ＝サヤディナ＝シハヤ（Chani Sayyadina Sihaya)
賢い女性。魔術師系。ムーンストーンを所持。
ダルー（Daroou)
毛むくじゃらの怪物。戦士系。ヘルスが非常に多い。
イライジャ "ヤイトピャの獅子"（Elija Lion Of Yaitopya)
顔が黒く、髪と髭がライオンのたてがみのようになっている。戦士系かつ魔術師系。
ガンドゥ＝サーフット（Gando Thurfoot)
僧侶風の老人。忍者系かつ僧侶系。
ゴスモグ（Gothmog)
黒づくめの魔術師。魔術師系かつ僧侶系。
ハルク "蛮族"（Halk The Barbarian)
蛮族。マナがない。純戦士系。
ホーク "恐れを知らぬ者"（Hawk The Fearless)
マッチョな戦士。戦士系かつ僧侶系。
ヒッサー "マカンのトカゲ"（Hissssa Lizar Of Makan)
蜥蜴（トカゲ）人間。戦士系。マナがわずかにあるので、僧侶・魔術師の可能性もあり。
イアイドー＝ルイト＝チブリ（Iaido Ruyito Chiburi)
サムライソードを保持。Iaidoは居合道。Ruyitoは居合の「流刀」。Chiburiは「血振り(ちぶり)」で、居合で刀をしまう前に行う動作のこと。戦士系かつ僧侶系かつ魔術師系。やや頼りない万能系。
リーフ "勇者"（Leif The Valiant)
赤髭。戦士系かつ僧侶系。
レイラ "影の探求者"（Leyla Shadowseek)
ロープを持っている女。戦士系かつ忍者系。
リンフラス（Linflas)
エルフの男性。戦士系かつ忍者系かつ魔術師系。いずれも中途半端。
モウファス "癒やし手"（Mophus The Healer)
複数の食料を持っている禿の老人。僧侶系。
ナビ "予言者"（Nabi The Prophet)
賢者風の老人。戦士系かつ僧侶系。
ソンヤ "女悪魔"（Sonja She Devil)
赤髪の女戦士。戦士系。
スタム "ナイフ使い"（Stamm Bladecaster)
ドワーフの男性。純戦士系。マナがない。
シーラ "自然の申し子"（Syra Child Of Nature)
エルフの女性。僧侶系かつ魔術師系。いずれも中途半端。
ティギー＝タマル（Tiggy Tamal)
魔法使い少女。魔術師系。マナが非常に多いが、ヘルスが一番少ない。
ウー・ツェ "天の息子"（Wu Tse Son Of Heaven)
おさげの女。忍者系かつ僧侶系かつ魔術師系。万能魔導士。
ウーフ "バイカ"（Wuuf The Bika)
狗頭。狼男。忍者系かつ僧侶系。
ゼッド "バンヴィレの公爵"（Zed Duke Of Banville)
全能力が平均的な勇者。口ひげを備えた中年男性。ZedとはFTLの1作目『SunDog: Frozen Legacy(en)』に登場するヒーローの名前で、一連のZedネタはそれが原点になっている。全能力が平均的だが、厳密に計算すると他キャラクターの能力の全平均値より下である。戦士系かつ忍者系かつ魔術師系かつ僧侶系。器用貧乏。

勇者以外のキャラクター
グレイ・ロード(Grey Lord)
偉大なる種族ハイロードの大魔道士。
セロン(Theron)
グレイロードの弟子。実体を失っているが勇者を蘇らせ、勇者達を導いて共にダンジョンに挑む。
ロード・リブラスルス(Lord Librasulus 、 Lord Order)
グレイロードから分離した秩序の心が実体化したもの。
ロード・カオス(Lord Chaos)
グレイロードから分離した破壊の心が実体化したもの。

## 続・ダンジョンマスター カオスの逆襲

### あらすじ（カオスの逆襲）
前作で消滅したロード・カオスは、世界からマナを吸い上げるコーバム鉱石を利用して自らの復活の準備を進め、密かに迷宮を作り上げていた。
復活を阻止するためにはコーバムを破壊しなければならないが、高エネルギーの鉱石は人の手では破壊できない。そこで勇者たちは「フル・ヤの炉」と呼ばれるカオスの生みだした破壊炉を逆に利用し、カオスの完全消滅を目指す。

### システム
前作の迷宮が基本的に最下層を目指す一直線の旅だったのに対し、今作の迷宮は勇者のスキルレベルに対応した戦士、忍者、僧侶、魔術師の能力をそれぞれ象徴する四面のスパイラル構造である。これは調和を重んじる勇者たちを皮肉ってカオスが作り上げた迷宮で、一歩間違うと他の面に紛れ込むという渾沌とした文字通りの「迷宮」になっている。迷宮のサイズは前作と同程度である。ただし前作と異なり、正確な位置の把握は困難で、部分部分と各個の繋がりで全容を把握する必要がある。
システム面では周囲の様子を表示するマジックマップが追加された。呪文により敵や仕掛けの起動を察知できる。
用意されたキャラクターの初期レベルは高く、前作で育てたキャラクターを本作で使用することも可能になっている。

### 続・ダンジョンマスターのキャラクター
勇者
- Airwing
- Aroc
- Lea
- Talon
- Necro
- Plague
- Deth
- Skelar The Slayer
- Lana
- Tunda The Surefooted
- Itza Warlord Of Uxmal
- Tula Princess Of Uxmal
- Buzzzzz
- Petal
- Gnatu Spearing Of Leef
- Mantia Spell Of Kelt
- Slogar Webber Of Arachnia
- Sting
- Algor Marsh Hunter
- Dema Champion Of Iissh
- Toadrot Prince Of Skulash
- Ven High Priest Of Ssha

特殊な勇者
- Halk Gonzo Barbarian
ディスク内に入れられた隠しキャラで能力は高い。前作にでてきたマナ0の勇者Halk The Barbarianをもじったもの。「Gonzo」は「バカ」などを意味する。
- Kazai Shadow Warrior
- Lor Champion Of Good

KazaiとLorは能力が高めだが、クリーチャーが居るゾーンを抜けた先で蘇生もしくは転生させる必要がある。また、どちらか片方しか仲間にできない。（Lorは、Necro、Plague、Death、Skelar The Slayerを先に仲間にしてしまうと仲間にすることができない。）

## ダンジョンマスターII スカルキープ
本作では、ボイド空間にいる尖兵ドラゴースを倒したところで終了する。異世界にいる真の黒幕の名は意味ありげに伏せられており、ロード・カオスだったのではないかと言われている。エンディングにも異世界の玉座についた黒幕の後ろ姿が登場しており、当初の予定通り三部作が完成すれば異世界の冒険が描かれたものと思われるが、本作はスカルキープ篇のみを残して未完に終わった。
ダンジョンマスターIIは全くの新規シリーズで、前作までとストーリーの繋がりはない。主人公トーハム・ゼットと旧作勇者ゼットの関係は不明である。

### あらすじ
主人公トーハムは、紆余曲折を経て世界議会議員にして一族の長の叔父ミリウスの言葉を信じて、スカルキープ城の4つの鍵を探し、城内部を探検する。目的は悪に支配された異世界へと通じてしまった「ボイド空間」を閉じるため、スカルキープ城全体を使用した次元転送装置「ゾー・リンク」を再起動し、異世界の侵略者を打倒することである。

### システム
主な新機軸は3つで、両手ともアクションハンドとして使用可能、店での商談、ミニヨンと呼ばれる人工ファミリアが導入された。
城の周辺の各所の村には店舗を構えた原住民がおり、コインや宝石などを通貨にしたり物々交換で売買を行なう。この時、定価よりも少額を提示して待つことで微妙な値引き交渉が可能である。商人も迷宮の法則に従っているので、物を投げたりファイアボールで襲うなどが可能だが、その場合は圧倒的に強い用心棒に狙われるので注意が必要である。なお窃盗はできない。
ミニヨンはマナで駆動していると魔法と機械を組み合わせた浮遊物体で、種類により荷物の運搬や代理戦闘、偵察に用いる事ができる。魔法の地図、魔法、魔法のカプセルによって呼び出すことができる。敵に戦闘用ミニヨンと同様の能力を持つ緑色の敵が居て、名称はミニヨンとなっているが、これは異世界の存在であり魔法機械であるミニヨンとは設定が異なる。

### スカルキープのキャラクター
勇者
- Torham Zed(トーハム・ゼッド)
スカルキープの主人公。ミリウス・ゼッドの甥。少し長い髪の男性。機敏さと賢さに優れる。
- Anders Lightwielder(アンダース)
エルフ耳の男性魔術師。ヘルスは全キャラ最低だがマナはグレインに次いで2番目に多い。機敏さ・生命力・魔法耐性に優れる。
- Aliai Mon(アリアイ)
初代ゼッドを連想させる、ひげをたくわえたバランス型の勇者。賢さ高め。
- Bane Blade Cleaver(ベイン)
こわもての戦士。剣を所持しており、戦士レベルトップ。ヘルスと機敏さに優れる。
- Cletus(クリータス)
牙を生やした勇者。ヘルス・力・耐火力がトップ。
- Cordain Dawnkeeper(コーディン)
騎士風の男性。力は低いが魔法耐性・耐火力（全キャラ2位）に優れる。
- Equus(エッカス)
ウマ属の名を持つ侍。ヘルス・スタミナ・力が高い。
- Graen Ozbor(グレイン)
ウェイン＝ホルダー氏がモデルと言われる、眼鏡をかけた男性。ヘルスは少ないが初期の賢さとマナがトップ。機敏さも高く、ロープを持っている。
- Het Farvil(ヘット)
金髪碧眼の女性。ヘルスはアンダースに次ぎ少ないが賢さ高め。マナは3番目に多い。
- Jarod Nightwielder(ジェロッド)
赤い瞳の魔術師。スタミナ・機敏さ・賢さに優れる。
- Kol Del Tac(コー)
ハルクのような筋骨隆々の戦士。ヘルス・力・機敏さが高いがマナ0でスタミナが全キャラ最低。
- Odo Alu Kailo(オド)
力が高い僧侶。後衛キャラとしては体力もある万能候補の一人。フラスコや杖を持っている。
- Saros shadow Follower(サロス)
黒づくめの男。「底抜けに陽気なサロス」と書かれているが、恐らく皮肉であろう。魔術師レベルトップ。体力が高く、賢さは全キャラ2位。暗黒のマントや杖を持っている。
- Seri Flamehair(セリ)
赤い髪の女性。海外版マニュアルのストーリーで、「The vivacious Seri（陽気なセリ）」とある。力は全キャラ最低だがマナと賢さ、スタミナに優れる。耐火力は全キャラ3位。僧侶レベルトップ。
- Tresa Vulpes(トレッサ)
茶髪の女性。機敏さが高いが生命力は全キャラ最低。忍者系だが万能候補。
- Uggo The Mad(ウーゴ)
マフィアのようなスキンヘッドの男性。頭が鈍い。賢さは全キャラ最低だが戦士系としてはマナは多い。ヘルス・力・魔法耐性に優れる。

勇者以外のキャラクター
- ミリウス
トーハムの叔父。ゼッド一族の長。ゾーリンクの開発に関わっていた。
- ムーンクランの族長
ミリウスの古い知人。ミリウスの面影があるトーハムに助けを求める。
- ジニ
トーハムの元・許嫁。
- ドラゴース
暗黒の王の配下。本作の最後の敵で、ボイド空間で戦うことになる。
- 暗黒の王(名前は伏せられている)
異世界から侵略を企んでいる。

## ダンジョンマスター セロンズクエスト
PCエンジンSUPER CD-ROM2用のゲームソフト。日本において1992年9月18日に日本ビクターより発売され、翌年には欧米圏でもリリースされた。
7つ用意されているダンジョンから好きなものを選択し、ひとつずつ攻略していく内容となっている。
物語的にはDMの前日譚にあたり、グレイ・ロードに師事する以前のセロン（DMとCSBでは実体のない存在だったが、このゲームでは人間の青年）が主人公となり、グレイ・ロードの弟子となるため7つの試練に挑む、といったもの。主人公であるセロンが固定の一人目キャラとなり、グレイ・ロードに仕える7人の勇者の中から3人までを選択してダンジョンを攻略していくことになるが、セロン1人で探索することも可能。冒険の目的はヤー＝ブロディンの修道院から略奪された7つの至宝の奪還である。ダンジョンごとにアイテムやレベルがリセットされてしまうが、セロンのレベルのみリセットされず引き継ぐことができる。
7つのダンジョンを個別に攻略していくという性質上、各迷宮の規模が小さめの上、登場する怪物の種類や数も少なくなっているため、攻略は比較的容易であり、DM初心者向けの内容といえる。
オリジナルムービーや声優・堀勝之祐によるナレーション等が追加された。

## ダンジョンマスター ネクサス
セガサターン用のゲームソフト。
シリーズ従来の90度旋回と擬似3Dではなく、360度旋回可能な3Dのゲーム。

## クローン作品
オフィシャルな移植ではなく、ファンの手によって再現されたフリーソフト。そのためオリジナル作品とクローン作品では仕様が異なる部分が多々ある。
RTC(Return To Chaos)
Windows用のフリーのクローン作品。DM(1作目)、CSB(カオスの逆襲)、DMII(スカルキープ)の3作が遊べるようになっている。DM(1作目)はオリジナル作品に比較的近いモードと呪文のシンボルを集めるなどの要素が追加されたモードがある。またDMII(スカルキープ)は仕様が大幅に異なる。エディタでダンジョンの自作も可能。
DM JAVA
JAVAで動作するフリーのクローン作品。従来の炎の杖で元のグレイロードを合体させる以外に、ストームブリンガーでロードカオスを倒すという進め方がある。DM(1作目)の他に、オリジナルダンジョン、アイ・オブ・ザ・ビホルダーなども作られている。エディタでダンジョンの自作も可能。

## 関連作品

### ゲーム
- ダンジョンマスター
  - Amiga
英語、フランス語、ドイツ語。RAMが当時標準の512KBでは動作せず、1MB必要だったため増設RAMの需要が急激に増したという。
  - Apple II GS
英語。
  - ATARI STシリーズ
オリジナル。英語。
  - IBM PC
英語、フランス語、ドイツ語。ファンの手によってスペイン語翻訳パッチも作られた。
  - X68000　ビクター音楽産業（1990年1月26日発売）[2]
日本語。X68000版は、オリジナルを開発したFTL Games社自ら開発を行い、機種の性能を生かしてグラフィックが美しく仕上げられている。階段の昇降時にディスクアクセスしてロードする仕様で、迷宮内を歩いている途中でロードのためにゲームが中断するようなことがないようにしている。[2]
  - FM-TOWNS
日本語、英語。
  - PC-98
日本語。
  - スーパーファミコン　ビクター音楽産業
日本版、北米版(英語、NTSC)、ヨーロッパ版(英語、PAL)。
グラフィックが一新、各所で音楽が鳴る、最下層で完成した炎の杖を持たずに戻る階段がない、などの変更点がある。
8 Mbit(1 Mbyte)ある容量の内、2 MBit(256 Kbyte)をサウンドに使用している。
不具合が修正された後期版には、ダンジョン入り口に「炎の杖」を持っていくとゲームがフリーズするバグが新たにあった。このバグは、セーブデータまで破壊される致命的なものである。
- 続・ダンジョンマスター カオスの逆襲
  - Amiga
英語、フランス語、ドイツ語。
  - ATARI STシリーズ
英語。
  - X68000
日本語。
  - FM-TOWNS
日本語、英語。
  - PC-9801
日本語。
- ダンジョンマスターII スカルキープ
  - Amiga
英語、フランス語、ドイツ語。
  - ATARI STシリーズ
英語。
  - Classic Mac OS
英語。グラフィックは旧版。
  - IBM PS/V
日本語。
  - IBM PC
英語、フランス語。
  - FM-TOWNS
日本語。
  - PC-9801
日本語。グラフィックは新版だが、画質が粗い。音楽は無い。
  - PC-9821
日本語。
  - メガCD
1994年3月25日にビクター・エンタテインメントより発売された[3]。日本語、英語。メガマウス、バックアップRAMカートリッジ対応。
- ダンジョンマスター セロンズクエスト(PCエンジン)
日本語。PCエンジンマウス、メモリーベース128対応。
- ダンジョンマスター ネクサス(セガサターン)
日本語、英語。サターンマウス、パワーメモリ対応。
ゲーム中にエラーメッセージが出て止まるなど、多数のバグがあった。

### 攻略本
『ダンジョンマスターガイドブック』 著：永田浩史、小林健志 / 秀和システムトレーディング(1990/9)
PC版の攻略本。
『ダンジョン・マスターパーフェクトガイド』 著：米田聡、佐藤尚 / ナツメ社
PC版の攻略本。
『ダンジョン・マスター 公式ハンドブック』 ビクター音楽産業
SFC版の攻略本。
『ダンジョン・マスター必勝攻略法』 著：ファイティングスタジオ / 双葉社
SFC版の攻略本。
『ダンジョンマスター百科 新体験の手引』 著：飯田真佐史 / 小学館(1992/2)
SFC版の攻略本。
『ダンジョン・マスター ファンブック』 編・著：手塚一郎、ベントスタッフ / JICC出版局(宝島社)
SFC版の攻略本。勇者のキャラクター紹介としてそれぞれの短いストーリーが書かれているが、これは勇者たちの、名前・顔グラフィック・スキルレベル・能力値・装備、などから著者が設定やエピソードを考えたもので、公式設定とは全く異なる。
『ダンジョン・マスター全書』 著：MSXマガジン編集部 / アスキー
ダンジョンマスターと続・ダンジョンマスターの攻略本。ヒントブックの翻訳版も掲載。
『ダンジョンマスターの全て』 電波新聞社
ダンジョンマスターと続・ダンジョンマスターの攻略本。
『続 ダンジョンマスター カオスの逆襲ガイドブック』 著：永田浩史、石塚辰郎、小林たけし、奥田恭也 / 秀和システムトレーディング
『続ダンジョン・マスター カオスの逆襲パーフェクトガイド』 著：ガジェット / ナツメ社
『ダンジョンマスターII スカルキープ 公式ガイド』 編集・制作：アスキー出版局 / アスペクト(1994/6)
攻略情報の他に、マーフィーの法則やエリア毎のコラムなど娯楽記事も多い。
『ダンジョンマスター百科フィーチャリングセロンズクエスト』 小学館
『ダンジョン・マスターネクサス 公式ガイド』 NTT出版(1998/3)

### コミック
『ダンジョンマスター』著／栗橋伸祐、メディアワークス
コンプティークに連載されていたもの。メンバーは、ヒッサー、ウー・ツェ、イアイドー、ティギー。

### 小説
『小説ダンジョン・マスター』著／幸田佳子、イラスト／栗橋伸祐、メディアワークス
メンバーは、ヒッサー、ウー・ツェ、シーラ、ゴスモグ。オリジナルキャラクターとしてフライング・スパイダーのブコフスキー。巻末には本編のキャラに加えて、コミック版からイアイドー、ティギーが登場する数ページの漫画が掲載。
『小説ダンジョン・マスターII』著／幸田佳子、イラスト／栗橋伸祐、メディアワークス
メンバーは、トーハム、サロス、セリ、アンダース。独自キャラに小動物。ゲーム設定とかけ離れた独自設定が多い。